# 高淹
高 淹（こう えん、? - 564年）は、中国の北斉の皇族。平陽靖翼王。高歓の四男。母は穆氏。字は子邃。

## 経歴
東魏の元象年間、平陽郡公に封ぜられた。并州刺史をつとめ、尚書左僕射に累進した。天保元年（550年）5月に北斉が建てられると、6月に高淹の爵位は平陽郡王に進んだ。7月に尚書令に任じられた。天保5年（554年）8月、録尚書事となった。天保10年（559年）11月、司空に上った。乾明元年（560年）2月、太尉に転じた。皇建元年（560年）8月、太傅となり、彭城王高浟・河間王高孝琬とともに仗身・羽林100人を給された。太寧元年（561年）11月、太宰に転じた。河清元年（562年）2月、青州刺史・太傅・領司徒に転じた。7月、太宰となった。河清3年（564年）12月、晋陽で死去した。一説に毒殺されたともいう。遺体は鄴に葬られ、仮黄鉞・太宰・録尚書事の位を追贈された。
子の高徳素が後を嗣いだ。
高淹の妻の馮娑羅（ふうばら、532年 - 553年7月15日）は、北燕の馮氏の後裔で、平陽王妃となり、諡を昭といった。

## 伝記資料
- 『北斉書』巻10 列伝第2
- 『北史』巻51 列伝第39
- 大斉平陽王国故昭妃馮氏墓銘